# Praszka
Praszka là một thị trấn thuộc huyện Oleski, tỉnh Opolskie ở nam Ba Lan. Thị trấn có diện tích 9 km². Đến ngày 1 tháng 1 năm 2011, dân số của thị trấn là 7987 người và mật độ 854 người/km².